# Kieppemühle

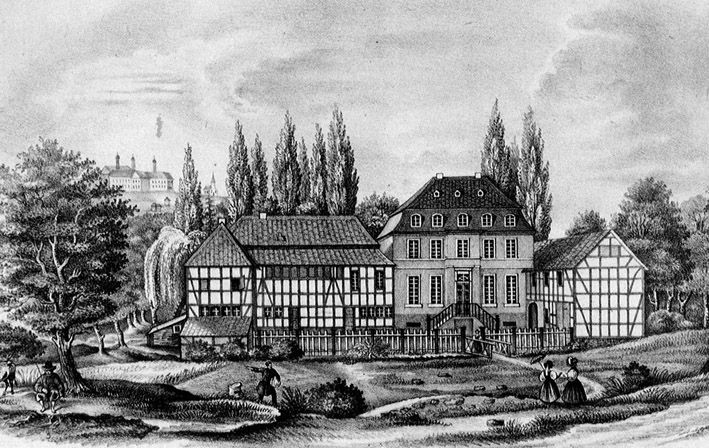
Die Kieppemühle 1824, Lithographie eines unbekannten Künstlers

Der Kieppemühle, auch Kippemühle genannt, war zunächst eine Pleißmühle, später eine Papiermühle und Ortsteil im Stadtteil Gronau von Bergisch Gladbach an der Strunde. Die Stadt Bergisch Gladbach richtete hier ab 2017 einen Wertstoffhof mit der Bezeichnung Kippemühle ein.

## Geschichte

### Die Mühle
Der im Artikel über die Gronauer Mühle erwähnte Schleifkotten war die ursprüngliche Kieppemühle als Teil des Gronauer Hofs. Wann an diesem Gefälle erstmals eine Mühle entstand, und zwar eine Pleiß- bzw. Poliermühle, ist nicht bekannt. Als Everhard von Schlebusch 1483 Erbpächter des Gronauer Hofs wurde, war jedenfalls Thönis Quadt Pächter dieses Pleißkottens. 1524 wurden Johann Kybbe und seine Frau Grietgen Pächter. Von diesem Pächter leitete man im Volksmund den Namen Kybbemühle ab, der sich dann zu Kieppemühle entwickelte. Während des Dreißigjährigen Kriegs wurde die Kieppemühle um zwölf Fuß erweitert und in eine Pulvermühle umgebaut. Nach dem Dreißigjährigen Krieg war die Pulvermühle wieder zur Pleißmühle geworden. Bald danach gliederte Gottfried von Steinen (III) die Kieppemühle aus dem Gronauer Hof aus und erwarb sie zu einem nicht bekannten Preis als Eigentum. Am 9. Juli 1670 beantragte er eine Konzession für eine Papiermühle anstelle des alten Pleißkottens und begann schon bald mit dem Aufbau.
Im Laufe der Jahre wechselten die Eigentümer wie auch die Pächter. 1738 sind die Brüder von Steinen, der kurpfälzische Geheime Rat Johann Wilhelm Wolfgang Freiherr von Steinen, der kaiserliche Kürassieroberstwachtmeister Wirich Leopold von Steinen und Johann Friedrich Sigismund von Steinen zum Großen Bernsaw Eigentümer. Immer blieb es aber bei der Papierherstellung. Der erfahrene Papiermacher Johann Wilhelm Aurelius Fues baute die inzwischen veraltete Mühle um und schaffte 1812 noch zwei Holländer an. Um diese jedoch antreiben zu können, musste ein Umbach gegraben werden, der oberhalb der Gronauer Mühle abzweigte und um diese herum zur Kieppemühle geführt wurde. Johanna Fues, verwitwete Schwiegertochter von Aurelius Fues, heiratete am 3. Juni 1824 Karl August Koch, der fortan die Geschicke des Unternehmens leiten sollte. Er war ein erfahrener Kaufmann, der das bisher kleine Unternehmen nach vorne brachte. Am 4. Januar 1828 pachtete er die Dünnmühle seines Nachbarn Johann Wilhelm Lommertzen zunächst auf zehn Jahre verbunden mit einem Vorkaufsrecht. Er konnte nun an zwei Standorten produzieren. Er erzeugte 28 Sorten Papier, die nicht nur im Rheinland und in Westfalen, sondern sogar bis nach Sankt Petersburg verkauft wurden. Im Juni 1843 begann er mit den Vorarbeiten für die Aufstellung einer ersten Papiermaschine. Trotz Einsatz einer Dampfmaschine wurde auch noch die Wasserkraft der Strunde genutzt.
Namensgeber für das Unternehmen wurde 1885 Eduard Poensgen der in diesem Jahr Aurelie Fues heiratete, und im Unternehmen Teilhaber wurde. Man nannte die Firma zeitweilig Poensgen & Heyer, später auch Poensgen & Co. Heute nennt sich das aus der Papierhandlung Heyer hervorgegangene Unternehmen Römerturm. 1922 wurde die Personengesellschaft in eine Aktiengesellschaft umgewandelt. Produktion und die Zahl der Arbeiter nahmen wieder zu, doch die Weltwirtschaftskrise 1929/30 brachte schwierige Zeiten, die bis in die 1930er Jahre andauerten. Während des Zweiten Weltkriegs kam die Produktion 1944 wegen Rohstoffmangels völlig zum Erliegen. Die Fabrikanlagen wurden schwer beschädigt und teilweise zerstört. Es dauerte bis 1950, bis man mit dem Wiederaufbau des Werks beginnen konnte. Mitte 1951 lief die Papiermaschine wieder an. Doch das Unternehmen kam nie mehr richtig in Fahrt. 1958 wurde es von der Zellstofffabrik Waldhof gekauft, die es 1966 endgültig stilllegte. Alle Werksanlagen wurden niedergelegt.

### Der Wohnplatz
Aus Carl Friedrich von Wiebekings Charte des Herzogthums Berg 1789 geht hervor, dass Kieppemühle zu dieser Zeit Teil der Honschaft Gronau im Kirchspiel Gladbach war.
Unter der französischen Verwaltung zwischen 1806 und 1813 wurde das Amt Porz aufgelöst und Kieppemühle wurde politisch der Mairie Gladbach im Kanton Bensberg zugeordnet. 1816 wandelten die Preußen die Mairie zur Bürgermeisterei Gladbach im Kreis Mülheim am Rhein. Mit der Rheinischen Städteordnung wurde Gladbach 1856 Stadt, die dann 1863 den Zusatz Bergisch bekam.
Der Ort ist auf der Topographischen Aufnahme der Rheinlande von 1824, auf der Preußischen Uraufnahme von 1840 und ab der Preußischen Neuaufnahme von 1892 auf Messtischblättern regelmäßig als Kippemühle, Kieppemühle oder ohne Namen verzeichnet. 
| Jahr | Einwohner | Wohn- gebäude | Kategorie    | Bezeichnung |
| ---- | --------- | ------------- | ------------ | ----------- |
| 1822 | 11        |               | Papierfabrik | Kippemühl   |
| 1830 | 27        |               | Papierfabrik | Kippemühl   |
| 1845 | 19        | 3             | Papierfabrik | Kippemühle  |
| 1871 | 7         | 1             | Papierfabrik | Kippemühle  |
| 1885 | 9         | 1             | Wohnplatz    |             |
| 1905 | 11        | 2             | Wohnplatz    |             |

## Straßenbezeichnung
Nach der ehemaligen Kieppemühle ist der Kieppemühlenweg benannt, die über diesen Weg aus Alt Refrath kommend erreicht wurde.